# William Birrell Franke
William Birrell Franke (Troy, 15 aprile 1894 – Rutland, 30 giugno 1979) è stato un politico statunitense.

## Biografia
Fu il settimo segretario della marina statunitense (United States Department of Defense) sotto il presidente degli Stati Uniti d'America Dwight D. Eisenhower.
Ha frequentato il Pace College continuando poi gli studi all'University of Louisville, morì nello stato del Vermont.